# 氣爆

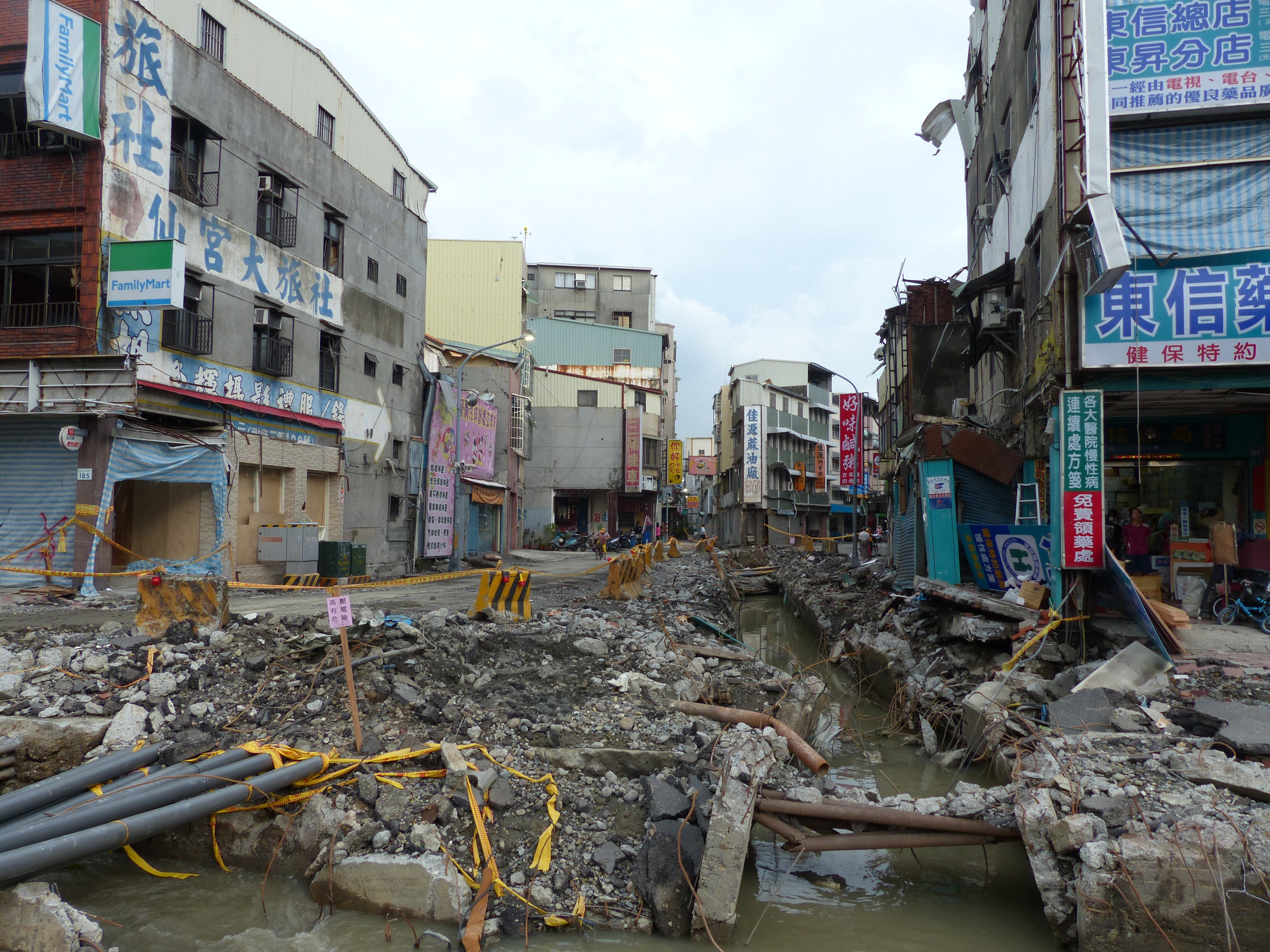
於2014年臺灣高雄氣爆事故中損毀的街道

氣爆，又稱瓦斯爆炸，指可燃氣體的意外爆炸，會引發火災及其他災害，也可能會造成嚴重的生命財產損失。

## 起因
氣爆有可能是因為氣體外洩，使得可燃氣體和空氣混合，再加上有静电、放電等起火源，或因為抽烟使用打火機，因而點燃混合氣體所造成。
在家居的氣爆事故中，主要的爆炸性氣體是用於加熱或烹飪的氣體燃料，如天然氣、甲烷、丙烷、丁烷等。在工業爆炸中，許多其他氣體如氫氣，以及氣態汽油或乙醇都起著重要的作用。

## 爆炸上限及爆炸下限
可燃氣體和空氣的混合物是否可燃，和空氣和燃料的比例有關。每一種燃料都有特定的燃料濃度範圍（爆炸上限及爆炸下限），若濃度在此範圍內，混合物就會燃燒。例如甲烷及氣態汽油的爆炸極限分別是5-15%和1.4-7.6%。

## 場所
氣爆需要可燃氣體在一定的濃度範圍內，所以氣爆多半會在密閉的空間內，不過其影響可能會影響到密閉空間以外。
在工業革命後，煤的需要量大增，而煤礦中常伴隨著甲烷，因此常有煤礦礦坑內的氣爆災變，後來因為煤的需要量減少，類似災變已較少發現。
若考慮家居的氣爆事故，較常見的是在建築物內因為疏忽造成的爆炸，因為日用品的多樣化，也有可能因為在室內處理噴霧罐時疏忽所造成。或是將打火機放置在汽車內，因燃料外洩所所引發。
旱廁中有因為糞便及尿液累積，產生化學變化，而釋放可燃氣體，累積後氣爆的案例。
　

## 氣爆列表
以下是一些氣爆的列表：
美國
- 2010年4月6日在美國西維吉尼亞州梅西能源的礦場發生礦坑氣爆（英语：Upper Big Branch Mine disaster），至少有25人死亡[4]。

中華民國（臺灣）
- 2014年7月31日在中華民國高雄市發生的氣爆事故，是因為道路下方的丙烯管路外洩所引發的爆炸，造成32人死亡、321人受傷[5]。
- 2025年2月13日上午11点33分，中華民國台中市西屯區新光三越百貨台中中港店发生燃气爆炸事故，造成5人死亡、38人受伤。[6]

日本
- 2018年12月16日在日本札幌的札幌不動産仲介店舗氣爆事故（日语：札幌不動産仲介店舗ガス爆発事故），是因為處理噴霧罐不慎所造成[7]，52人受傷。

墨西哥
- 2019年1月18日在墨西哥的特拉威利潘（英语：Tlahuelilpan）發生的墨西哥油管爆炸案，可能是因為盜油者在油管上鑽洞偷油造成，造成66人死亡，76人受傷[8]。

中国
- 2021年6月13日在中国湖北省十堰市张湾区发生的燃气爆炸事故，造成一菜市场坍塌[9]。
- 2021年10月21日8时20分，中華人民共和國遼寧省沈阳市和平区太原街南七马路路口一家餐厅发生燃气爆燃事故。截至23日8时，事故造成5人死亡[10]。
- 2021年10月24日5时30分，中華人民共和國遼寧省瓦房店市铁东街道办事处文圣社区一居民楼发生燃气闪爆事故。事故造成2人死亡，7人受伤。[11]
- 2023年6月21日，中华人民共和国宁夏自治区银川市兴庆区民族南街富洋烧烤店因烧烤操作间液化气罐泄漏发生爆炸事故，至少造成31人死亡、7人受伤，其中伤者为1人危重、2人中度烧伤、2人轻症、2人玻璃划伤[12]。
- 2024年3月13日上午7点54分，中华人民共和国河北省廊坊市三河市燕郊镇小张各庄发生燃气爆炸事故，造成7人死亡、27人受伤。